# Копылов, Игорь Александрович
Игорь Александрович Копылов (28 февраля 1939, Балахна — 5 октября 2002, Уфа) — советский и российский шахматист, мастер спорта СССР (1966), гроссмейстер ИКЧФ (1988).

## Биография
По профессии — журналист и фотокорреспондент. Окончил Башкирский ГУ (1962)  (ныне Уфимский университет науки и технологий). Много лет был редактором многотиражной газеты Уфимского Приборостроительного производственного объединения (УППО) «Приборостроитель».
Начал заниматься шахматами в Дворце детского творчества им. В. М. Комарова у тренера Л. К. Фролова.
Неоднократно участвовал в чемпионатах РСФСР и полуфиналах чемпионата СССР.
Добился значительных успехов в игре по переписке. Выиграл 17-й чемпионат СССР (1986—1988). В составе сборной СССР побеждал в командном чемпионате мира (заочной олимпиаде, 1987—1989) и командном чемпионате Европы (1986—1988). В составе сборной РСФСР победил в 6-м командном чемпионате СССР, дважды становился призером командных чемпионатов СССР, неоднократно показывал лучший результат на своей доске. Участвовал в чемпионатах мира по переписке.
За спортивные успехи в 1994 г. получил почетное звание заслуженный работник физической культуры Республики Башкортостан.

## Спортивные результаты
| Год                       | Город                                                    | Соревнование                                             | + | − | =  | Результат | Место                                   |
| ------------------------- | -------------------------------------------------------- | -------------------------------------------------------- | - | - | -- | --------- | --------------------------------------- |
| 1968                      | Ереван                                                   | Командное первенство СССР (2-я лига)                     |   |   |    |           |                                         |
| 1970                      | Куйбышев                                                 | Чемпионат РСФСР                                          |   |   |    | ? из 17   | [ 3 ]                                   |
|                           | Днепропетровск                                           | Кубок СССР                                               |   |   |    |           |                                         |
| 1972                      | Ростов-на-Дону                                           | Командное первенство РСФСР                               |   |   |    |           |                                         |
|                           | Калининград                                              | Полуфинал 40-го чемпионата СССР                          |   |   |    |           |                                         |
| 1973                      | Омск                                                     | Чемпионат РСФСР                                          |   |   |    |           | [ 4 ]                                   |
| 1993                      | Подольск                                                 | Командное первенство России                              |   |   |    |           |                                         |
| СОРЕВНОВАНИЯ ПО ПЕРЕПИСКЕ |                                                          |                                                          |   |   |    |           |                                         |
| 1975—1978                 | 5-е командное первенство СССР (сборная РСФСР, 5-я доска) | 5-е командное первенство СССР (сборная РСФСР, 5-я доска) |   |   |    | 8½ из 12  | Команда — 2-е место, 1-е место на доске |
| 1978—1981                 | 6-е командное первенство СССР (сборная РСФСР, 3-я доска) | 6-е командное первенство СССР (сборная РСФСР, 3-я доска) |   |   |    | 12 из 16  | Команда — чемпион, 1-е место на доске   |
| 1981—1983                 | 15-й чемпионат СССР                                      | 15-й чемпионат СССР                                      | 5 | 2 | 11 | 10½ из 18 | 6—7                                     |
| 1983—1986                 | 16-й чемпионат СССР                                      | 16-й чемпионат СССР                                      | 6 | 0 | 12 | 12 из 18  | 4—5                                     |
| 1984—1987                 | 8-е командное первенство СССР (сборная РСФСР, 1-я доска) | 8-е командное первенство СССР (сборная РСФСР, 1-я доска) |   |   |    | 11½ из 16 | Команда — 3-е место, 1-е место на доске |
| 1986—1988                 | 17-й чемпионат СССР                                      | 17-й чемпионат СССР                                      | 7 | 1 | 6  | 10 из 14  | 1                                       |
| 1986—1988                 | 2-й командный чемпионат Европы (сборная СССР, 5-я доска) | 2-й командный чемпионат Европы (сборная СССР, 5-я доска) |   |   |    | 8 из 9    | Команда — чемпион                       |
| 1987—1995                 | 10-й командный чемпионат мира (сборная СССР)             | 10-й командный чемпионат мира (сборная СССР)             |   |   |    |           | Команда — чемпион                       |
| 1989—1998                 | 13-й чемпионат мира                                      | 13-й чемпионат мира                                      |   |   |    | 5½ из 16  | 14—15                                   |
| 1992—1996                 | Мемориал М. И. Чигорина                                  | Мемориал М. И. Чигорина                                  |   |   |    | 10 из 14  | 1—2                                     |
| 1999—2004                 | 16-й чемпионат мира                                      | 16-й чемпионат мира                                      |   |   |    | 8½ из 16  | 8—9                                     |